# Psammaspididae
Psammaspididae Schminke, 1974 é uma família de crustáceos pertencente à ordem Anaspidacea, com distribuição geográfica restrita à Tasmânia e ao sueste da Austrália. Todas as espécies da família são estigobiontes de água doce, sem olhos.
A família inclui os seguintes géneros e espécies:
- Eucrenonaspides  Knott & Lake, 1980
  - E. oinotheke Knott & Lake, 1980.
- Psammaspides Schminke, 1974
  - P. williamsi Schminke, 1974.